# Mjösjön (Nordingrå socken, Ångermanland)
Mjösjön är en sjö i Kramfors kommun i Ångermanland och ingår i Nätraån-Ångermanälvens kustområde.